# Villasarracino
Villasarracino – gmina w Hiszpanii, w prowincji Palencia, w Kastylii i León, o powierzchni 20,5 km². W 2011 roku gmina liczyła 153 mieszkańców.